# Gustav Pflaume
Gustav Pflaume (* vor 1880; † 1930 in Leipzig; vollständiger Name: Johann Gustav Pflaume) war ein deutscher Architekt.

## Wirken
Pflaumes Tätigkeit in Leipzig ist zwischen 1899 und 1928 durch ausgeführte Bauten nachweisbar. Er war Mitglied im Bund Deutscher Architekten und wandte sich, ursprünglich vom Historismus kommend, in seinen Bauten zunehmend dem Jugendstil und der Werkkunst zu. Pflaume wohnte bis zu seinem Tod im Haus Waldstraße 56.

## Bauten

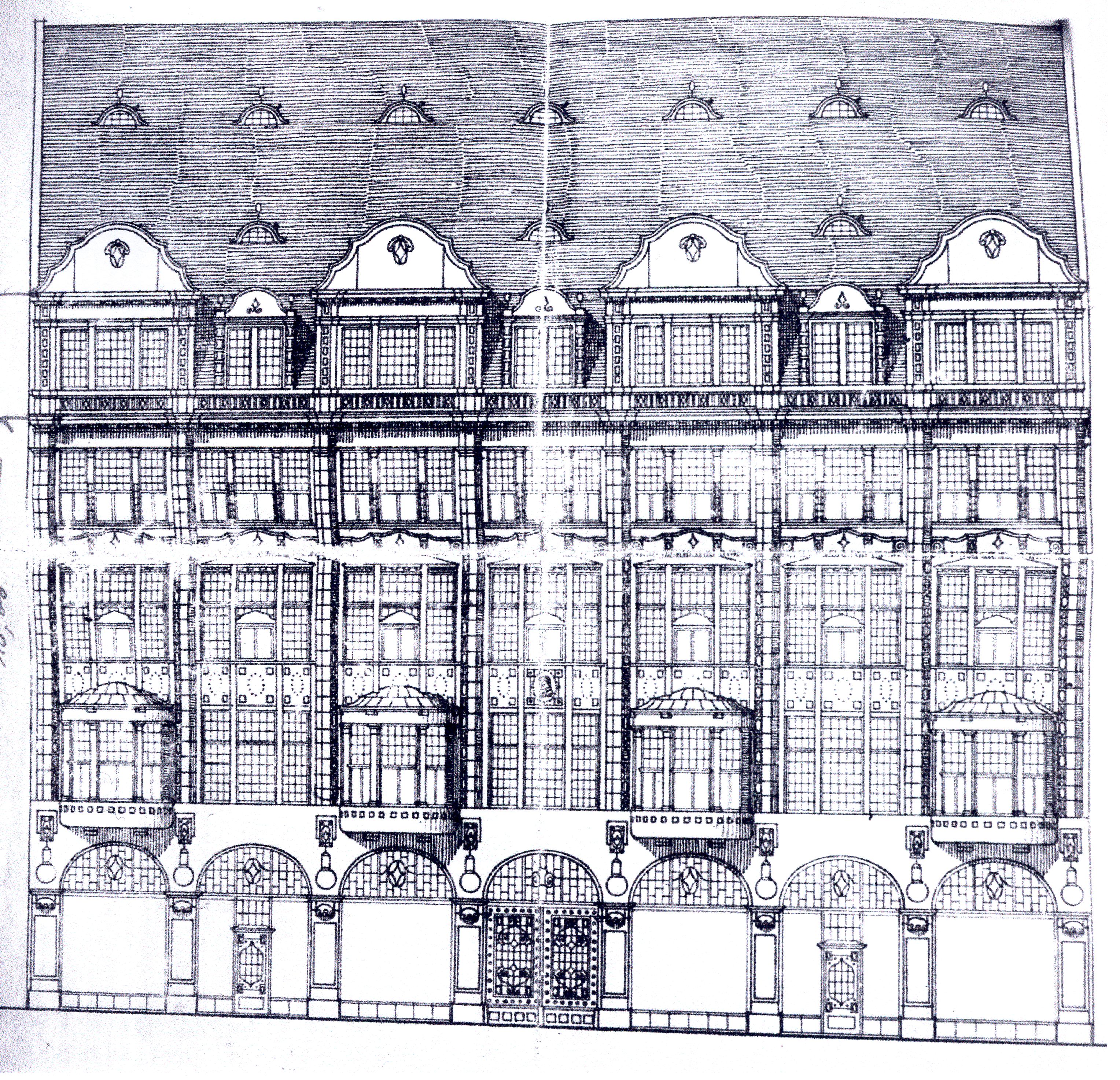
Erster, später abgeänderter Entwurf für das Zeppelinhaus, Leipzig (1910)

- 1899: Turnhalle des Allgemeinen Turnvereins Volksmarsdorf in Leipzig, Torgauer Straße 15
- 1899: Wohnhaus Gustav-Adolf-Straße 19a in Leipzig
- um 1900: Mehrfamilienwohnhaus-Gruppe im Waldstraßenviertel in Leipzig, Feuerbachstraße 11, Waldstraße 52 und Waldstraße 56

Pflaume entwarf in sehr ähnlicher Gestaltung zwei sich an der Straßeneinmündung gegenüber liegende Häuser und ein in der Feuerbachstraße daran anschließendes Haus. Im Haus Waldstraße 56 hatte er seinen Büro- bzw. Wohnsitz.
- 1904: Umbau des Herrenhauses auf Rittergut Uebigau
- 1910: Gärtnerhaus im Park des Herrenhauses in Uebigau
- 1911/1912: Zeppelinhaus in Leipzig, Nikolaistraße 27/29
- 1912/1914: Bauleitung beim Neubau des Kaufhauses Althoff (später: Karstadt) in Leipzig, Petersstraße 25/31, Neumarkt 30/36, Preußergäßchen 2/14 (Entwurf von Philipp Schaefer)
- 1915/1916: Umbau des Königshauses in Leipzig, Markt 17
- 1915/1916: Messehaus „Drei Könige“ in Leipzig, Petersstraße 32/34 (gemeinsam mit Julius Nebel und H. Stöcklein)[3]
- 1919: Umbau der Ledig-Passage zum Messepalast in Leipzig, Peterstraße 38 / Schloßgasse 16–20 (im Zweiten Weltkrieg zerstört)
- 1922: Ez-Chaim-Synagoge in Leipzig, Otto-Schill-Straße 6–8 (ehemals Apels Garten 4; im Zweiten Weltkrieg zerstört)
- 1925: Erweiterung des Ring-Messehauses in Leipzig
- 1928: Eitingon-Krankenhaus in Leipzig, Eitingonstraße 12[4]